# Michael Nouri
Michael Nouri (Washington, 9 dicembre 1945) è un attore statunitense.

## Biografia
Nato a Washington, da genitori divorziati di origine libanese e irlandese, Nouri è conosciuto per il ruolo di Nick Hurley, fidanzato di Alex Owens (Jennifer Beals) nel blockbuster Flashdance (1983) di Adrian Lyne. Ha preso parte alle serie TV The O.C. nella parte del dottor Neil Roberts, padre di Summer (Rachel Bilson), Brothers & Sisters - Segreti di famiglia nel ruolo di Milo, amico di gioventù dello zio Saul e NCIS - Unità anticrimine nel ruolo di Eli David, padre dell'agente Ziva David e direttore del Mossad. 
Nel 2004 prende parte al film The Terminal di Steven Spielberg, con Tom Hanks e Catherine Zeta-Jones. Nouri è inoltre tra gli interpreti della commedia Ricatto d'amore (2009) con Sandra Bullock e Ryan Reynolds. Nel 2020 è nel cast della fiction Yellowstone, ideata da Kevin Costner. Nel 2022 è tra i protagonisti della serie italo-inglese Diavoli, tratta dall’omonimo romanzo dello scrittore ed ex broker Guido Maria Brera.

## Vita privata
È stato sposato dal 1976 al 1978 con l'artista musicale Lynn Goldsmith e dal 1986 al 2001 con Vicki Light. Ha avuto anche una relazione con l'attrice Roma Downey, conclusasi nel 2003. Ha due figlie, Jennifer e Hannah.

## Filmografia parziale

### Cinema
- Flashdance, regia di Adrian Lyne (1983)
- The Imagemaker, regia di Hal Weiner (1986)
- L'alieno (The Hidden), regia di Jack Sholder (1987)
- Capitan America (Captain America), regia di Albert Pyun (1990)
- Psychic, regia di George Mihalka (1991)
- Gli occhi della vendetta (Da Vinci's War), regia di Raymond Martino (1993)
- American Yakuza, regia di Frank A. Cappello (1993)
- Hologram Man, regia di Richard Pepin (1995)
- Scoprendo Forrester (Finding Forrester), regia di  (2000)
- Terminal Error, regia di John Murlowski (2002)
- The Terminal, regia di Steven Spielberg (2004)
- L'ultima vacanza (Last Holiday), regia di Wayne Wang (2006)
- Imbattibile (Invincible), regia di Ericson Core (2006)
- Ricatto d'amore (The Proposal), regia di Anne Fletcher (2009)
- Easy Rider: The Ride Back, regia di Dustin Rikert (2012)
- Any Day Now, regia di Travis Fine (2012)
- Woman Walks Ahead, regia di Susanna White (2017)

### Televisione
- I giorni del padrino (The Gangster Chronicles) – miniserie TV (1981)
- La rabbia degli angeli - La storia continua (Rage of Angels: The Story Continues), regia di Paul Wendkos – film TV (1986)
- Downtown – serie TV, 14 episodi (1986-1987)
- Un amore violento (Shattered Dreams), regia di Robert Iscove – film TV (1990)
- Tra le braccia del killer (In the Arms of a Killer), regia di Robert L. Collins – film TV (1992)
- Le sabbie del tempo (The Sands of Time), regia di Gary Nelson – film TV (1992)
- Due vite, un destino, regia di Romolo Guerrieri – miniserie TV (1993)
- Victor Victoria, regia di Matthew Diamond – film TV (1995)
- Ultime dal cielo (Early Edition) – serie TV, episodio 3x10 (1998)
- Law & Order - Unità vittime speciali (Law & Order: Special Victims Unit) – serie TV, episodio 1x02 (1999)
- The O.C. – serie TV, 19 episodi (2004-2007)
- Cold Case - Delitti irrisolti (Cold Case) – serie TV, episodio 1x21 (2004)
- West Wing - Tutti gli uomini del Presidente (The West Wing) – serie TV, episodio 5x12 (2004)
- Brothers & Sisters - Segreti di famiglia (Brothers & Sisters) – serie TV, 3 episodi (2007)
- Senza traccia (Without a Trace) – serie TV, 1 episodio (2007)
- Army Wives - Conflitti del cuore (Army Wives) – serie TV, 4 episodi (2009-2010)
- Damages – serie TV, 20 episodi (2007-2011)
- NCIS - Unità anticrimine (NCIS) – serie TV, 7 episodi (2008–2013)
- Privileged – serie TV, 1 episodio (2008)
- Dr. House - Medical Division (House, M.D.) – serie TV, episodio 8x04 (2011)
- Desiderio oscuro (A Dark Plan), regia di Armand Mastroianni – film TV (2012)
- Major Crimes – serie TV, episodio 2x16 (2013)
- Nel labirinto del serial killer (Hunt for the Labyrinth Killer) – film TV, regia di Hanelle M. Culpepper (2013)
- The Exes – serie TV, 1 episodio (2014)
- The Slap – serie TV, 5 episodi (2015)
- Chicago P.D. – serie TV, 1 episodio (2015)
- Blue Bloods – serie TV, episodio 6x18 (2016)
- Manhunt – serie TV, 1 episodio (2017)
- American Crime Story – serie TV, 2 episodi (2018)
- Yellowstone – serie TV, 7 episodi (2018-2020)
- Hawaii Five-0 – serie TV, episodio 10x20 (2020)
- Diavoli (Devils) – serie TV, 5 episodi (2022)
- The Watcher – serie TV, 3 episodi (2022)
- FBI: Most Wanted – serie TV, episodio 5x12 (2024)

## Doppiatori italiani
Nelle versioni in italiano delle opere in cui ha recitato, Michael Nouri è stato doppiato da:
- Gino La Monica in Flashdance, Law & Order - I due volti della giustizia, Ultime dal cielo, Senza traccia, Crash, Imbattibile, Brothers & Sisters - Segreti di famiglia, Damages, Ricatto d'amore, Nel labirinto del serial killer
- Mario Cordova in L'alieno, Dr. House - Medical Division, Yellowstone
- Michele Kalamera ne I giorni del padrino, Blue Bloods
- Dario Oppido in Law & Order: Criminal Intent (ep. 3x03), The Watcher
- Massimo Rossi in The O.C, The Terminal
- Franco Zucca in CSI: NY, Army Wives - conflitti del cuore
- Michele Gammino in The Slap, Sposami ancora
- Luca Biagini in Febbre d'amore
- Natalino Libralesso ne La rabbia degli angeli - La storia continua
- Luca Ward in Psychic
- Mario Zucca in American Yakuza
- Francesco Prando ne Il tocco di un angelo (ep. 6x14)
- Sandro Sardone ne Il tocco di un angelo (ep. 9x17)
- Saverio Indrio in The Practice - Professione avvocati
- Carlo Marini in Law & Order - Unità vittime speciali
- Pieraldo Ferrante in Scoprendo Forrester
- Augusto Di Bono in Law & Order: Criminal Intent (ep. 6x15)
- Gaetano Varcasia in Star Trek: Enterprise
- Antonio Sanna in Cold Case - Delitti irrisolti
- Diego Reggente in NCIS - Unità anticrimine
- Gianni Giuliano in L'ultima vacanza
- Sergio Di Stefano ne La spada della verità
- Carlo Valli in Boody of Proof
- Paolo Buglioni in Hawaii Five-0
- Angelo Maggi in Chicago P.D.
- Ambrogio Colombo in Major Crimes
- Ennio Coltorti in American Crime Story
- Fabio Gervasi in Manhunt
- Pierluigi Astore in Diavoli
- Franco Mannella in FBI: Most Wanted